# منیره فخرو
منیره فخرو (به عربی: منيرة فخرو) یک فعال دانشگاهی و نامزد انتخابات ۲۰۰۶ بحرین می‌باشد. او یک بحرینی است. وی دانشیار دانشگاه بحرین و فعال سیاسی عضو جنبش کنش ملی دمکراتیک (وعد) (به انگلیسی: National Democratic Action Society) می‌باشد. نیروهای نظامی بحرین در جریان خیزش بحرین به وی با کوکتل مولوتف حمله نمودند. او یکی از دعوت‌شدگان به انجمن گفتگو ملی بحرین از جنبش وعد بود.

## تحصیلات
منیره فخرو دکترای خود را در سیاست اجتماعی، برنامه‌ریزی و مدیریت را از دانشگاه کلمبیا که در آن از سال ۱۹۹۷ به عنوان محقق پذیرفته شده‌است دریافت کرد. او همچنین در تحقیقات مرکز مطالعات خاورمیانه در دانشگاه هاروارد تحقیقاتی در مورد جنس، شهروندی و جامعه مدنی در کشورهای خلیج فارس انجام داده‌است.

## آثار
منیره آثاری از جمله مسائلی در مورد زنان، جامعه مدنی و دموکراتیزه کردن را در بحرین منتشر کرده‌است.

## فعالیت‌ها
منیره فخرو هم‌اکنون عضو هیئت علمی انجمن بحرین و شورای عالی زنان است، او عضو هیئت مشورتی برای گزارش توسعه انسانی عرب در سال ۲۰۰۴ بود.

## تالیفات
- Women At Work In The Gulf